# Código electrónico de producto
El código electrónico de producto (código EPC, por sus siglas en inglés electronic product code) es un número único diseñado para identificar de manera inequívoca cualquier objeto. Este código es un sistema de identificación y seguimiento de las mercancías «en tiempo real». El número se encuentra almacenado en un circuito integrado, denominado «tag», que puede leerse mediante radiofrecuencia RFID. Puede considerarse como la evolución del código EAN (Europa) o UPC (América) y proporciona datos adicionales al clásico código de barras.
Al código EPC será posible asociarle datos dinámicos referentes al ítem que identifica, tales como: fecha de fabricación, lugar de fabricación, fecha de vencimiento, longitud, grosor, etc. Con la utilización del Código Electrónico de Producto se facilita el seguimiento de los productos a lo largo de la cadena de abastecimiento o el canal de distribución.

EL epc es almacenado en un tag de radio frecuencia (RFID) el cual transmite la información cuando es consultada por un lector reader. EPC y RFID no son intercambiables. El epc es una aplicación de la cadena de valor que maximiza la tecnología rfid para proveer un nivel de visibilidad que antes no se podía alcanzar .

## Estructura
La estructura del código electrónico de producto está perfectamente detallada en el sitio web de EPCglobal Inc, la entidad que gestiona todos los aspectos referentes al Código Electrónico de producto EPC y que proporciona a las empresas que lo solicitan un código único para cada producto.
Las diferencias prácticas entre el Código EAN y el Código EPC se pueden resumir en:
1. Ya no hay diferencias entre países o zonas de influencias; el sistema de codificación es igual para todos los países del mundo.
2. La codificación está basada en la numeración hexadecimal, por lo que multiplica las posibilidades y es perfectamente inteligible en el lenguaje máquina de los ordenadores.
3. Está compuesto por 24 dígitos en lugar de los 13 del código EAN
4. Los últimos 9 números hacen de numerador, de tal forma que es posible numerar más de 68000 millones de un mismo producto sin repetir el código.

La nueva forma de codificación es ideal para utilizarla con circuitos integrados RFID al venir perfectamente preparados para almacenar un Código EPC de 96 bits. No obstante, el número del Código EPC se puede representar con barras, pero su enorme tamaño lo hace impracticable para la mayoría de productos que existen actualmente en el mercado y que ya tienen impreso su EAN-13.
Con más tecnicismo, la estructura del Código EPC, contiene una cabecera que identifica el esquema de codificación que está siendo utilizado en la numeración para indicar la longitud, el tipo y la estructura del Código EPC. Los esquemas de codificación del Código EPC contienen un número seriado al final, que asegura que el objeto identificado tenga una numeración única en el mundo.
La Versión 1.3 del Código EPC soporta los siguientes esquemas de codificación:
- General Identifier (GID): GID-96
- Versión serializada del GS1 Global Trade Item Number (GTIN): SGTIN-96, SGTIN-198
- GS1 Serial Shipping Container Code (SSCC): SSCC-96
- GS1 Global Location Number (GLN): SGLN-96, SGLN-195
- GS1 Global Returnable Asset Identifier (GRAI): GRAI-96, GRAI-170
- GS1 Global Individual Asset Identifier (GIAI): GIAI-96, GIAI-202
- DOD: DoD-96

Para poder gestionar bien las diferentes estructuras del Código EPC se recomienda utilizar software especializado o controladores desarrollados para ello.

## Sistema de Código EPC
El sistema de Código EPC es un grupo de tecnologías que permite la identificación automática e inmediata de los ítems que viajan a lo largo de la cadena de abastecimiento. Este sistema, como se mencionó anteriormente, usa tecnología de identificación por radiofrecuencia para permitir visibilidad real de la información relacionada con cada producto. 
El sistema de Código EPC está conformado por cinco elementos fundamentales:
1. Código EPC, número único que identifica el ítem u objeto.
2. Tags y lectores de RFID, dispositivos de almacenamiento y lectura del Código EPC.
3. Middleware RFID, software que actúa como "sistema nervioso" de la red, encargado de la administración y movimiento de los flujos de datos EPC.
4. Servidor ONS (Object Name Service, servicio de nombre de objeto), servicio de red automático que permite que un computador pueda acceder a un sitio en la www.
5. Servidor EPCIS, servidor para almacenar información adicional de los items mediante un lenguaje estándar.

El sistema de Código EPC es administrado a nivel global por la organización «EPCglobal», subsidiaria de la organización sin ánimo de lucro GS1 que desde los años 70 ha administrado estándares como el código de barras y el EDI.

## Papel de EPCglobal
EPCglobal es el regulador del sistema de Código EPC siendo extensión de GS1 que apoya la adopción del Código EPC/RFID en las empresas. Su papel primordial es el de asesorar y homologar las aplicaciones disponibles en la industria así como las empresas reconocidas como integradoras.

### EPCglobal network
La red EPCglobal es una aplicación tecnológica que pretende lograr que las organizaciones sean más eficientes en sus operaciones asegurando una mayor trazabilidad y una visibilidad de información detallada y única de sus productos a lo largo de la cadena de suministro.
Este es un nuevo estándar que combina la tecnología RFID, una infraestructura de redes de comunicación existente y el Código electrónico del producto EPC para crear información precisa, efectiva y en tiempo real.